# Contea di Swain
La contea di Swain (in inglese Swain County) è una contea dello Stato della Carolina del Nord, negli Stati Uniti. La popolazione al censimento del 2000 era di 12 968 abitanti. Il capoluogo di contea è Bryson City.